# Canada Water (zbiornik wodny)
Canada Water – dawny basen portowy zlokalizowany we wschodnim Londynie, w dzielnicy Rotherhithe (część Docklands, dzielnicy portowej) w gminie Southwark. Otaczają go ulice: Surrey Quays Road i Deal Porters Way.

## Historia
Canada Dock został zbudowany w 1876 w miejscu dwóch wcześniejszych stawów i był pierwszym dużym projektem firmy Surrey Commercial Docks Company. Nazwa wywodzi się od profilu obsługi - handlu z Kanadą. Bliskość Kolei Wschodniego Londynu utrudniała budowę basenu. Konieczne było użycie dużych ilości betonu celem zabezpieczenia linii kolejowej przed ewentualnym zalaniem. Wzdłuż nabrzeży zbudowano nowe, rozległe magazyny, z których każdy mógł pomieścić 35 000 ton zboża. W 1926 dwa sąsiednie stare stawy zostały przebudowane na Quebec Dock, który został połączony z Canada Dock. Na wschód od przebiegającej w sąsiedztwie Lower Road, w latach 1962–1964 zbudowano osiedle mieszkaniowe w miejscu dawnych zakładów chemicznych. Składa się ono z pięciu niskich bloków nazwanych Calgary, Edmonton, Manitoba, Niagara i Scotia oraz dwóch 21-piętrowych wieżowców: Columbia Point i Regina Point.
We wczesnych latach 80. XX wieku, po stopniowym zamykaniu doków Surrey i ich przemianowaniu na Surrey Quays, doki Quebec i Canada zostały zasypane. Zbudowano tu (w miejscu południowych magazynów) centrum handlowe Surrey Quays i park rozrywki Mast. Pozostała, północna część doku została spłycona i obsadzona trzcinami, celem zachęcania ptactwa wodnego do gniazdowania. W 1999 została otwarta stacja metra Canada Water, która zapewniła możliwość przesiadki pomiędzy linią East London (obecnie częścią sieci London Overground), a nowo wybudowaną linią metra Jubilee. W latach następnych wdrożono projekt rewitalizacyjny, w ramach którego Canada Water stał się nowym centrum miasta Rotherhithe, w ramach wspólnej inicjatywy rady Southwark i spółki deweloperskiej British Land. W ramach projektu wzniesiono zabudowę mieszkaniową i komercyjną oraz stworzono przestrzeń publiczną z biblioteką otwartą w 2012. Dominantę założenia tworzy 26-piętrowy wieżowiec Ontario Point Barratt.

## Plany
W 2019 zatwierdzono kolejny plan rewitalizacji tej części miasta o wartości 4 miliardów funtów, obejmujący około 3000 nowych mieszkań, biurowce na 20 000 miejsc pracy oraz rozległe powierzchnie handlowe, rekreacyjne, rozrywkowe, edukacyjne i społeczne, w tym duży park.

## Galeria

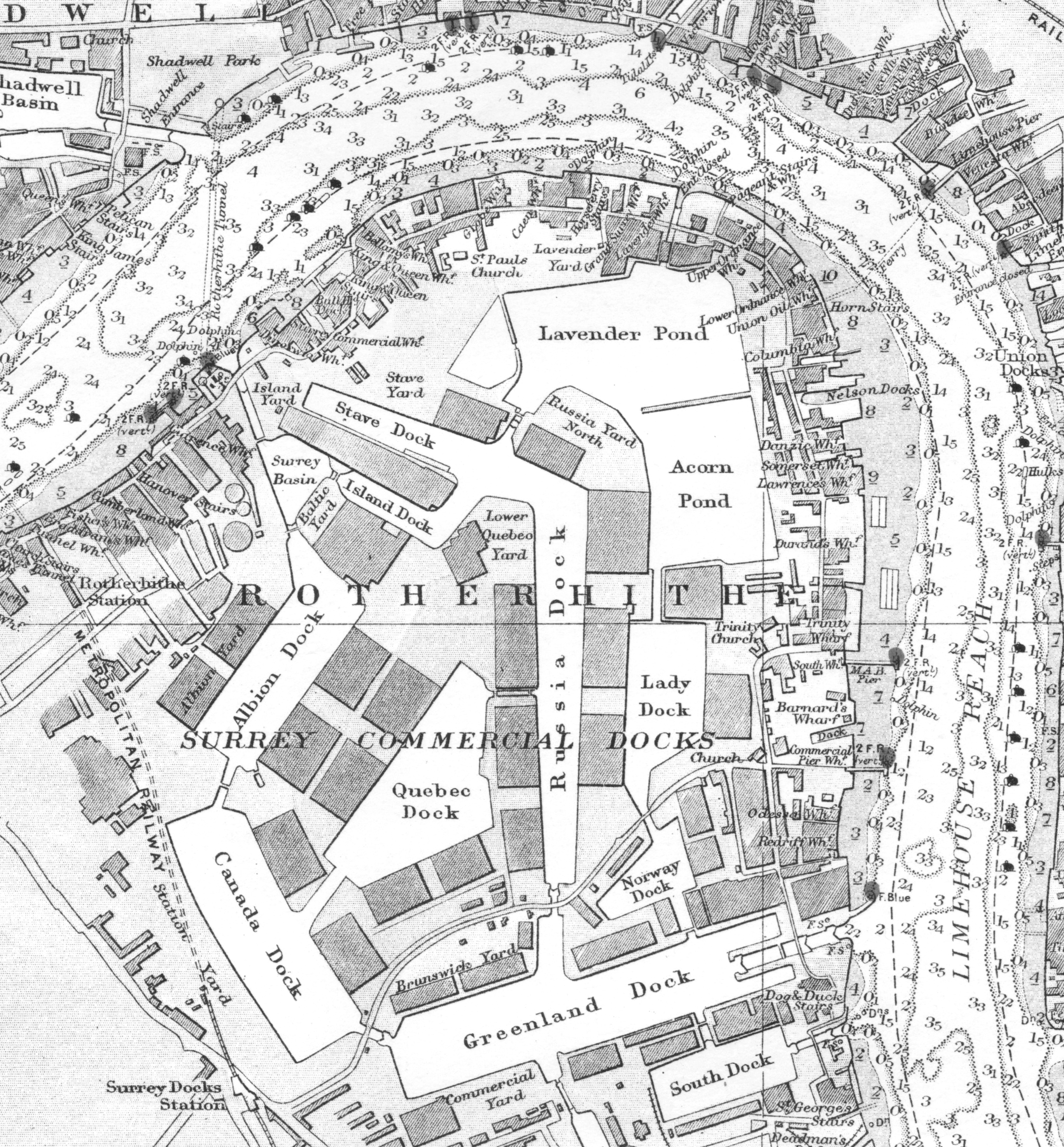
Canada Dock na mapie Admiralicji z 1903
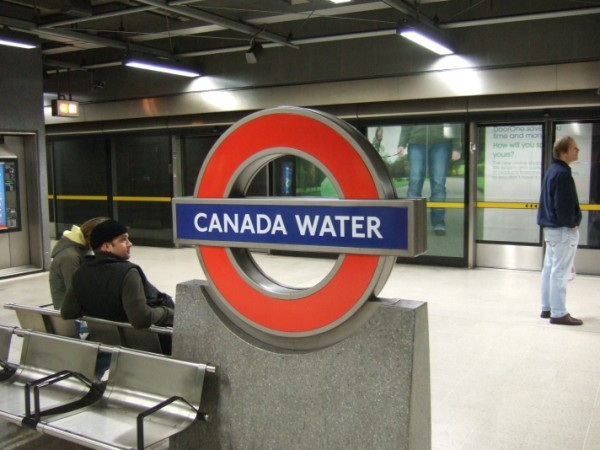
Stacja metra Canada Water
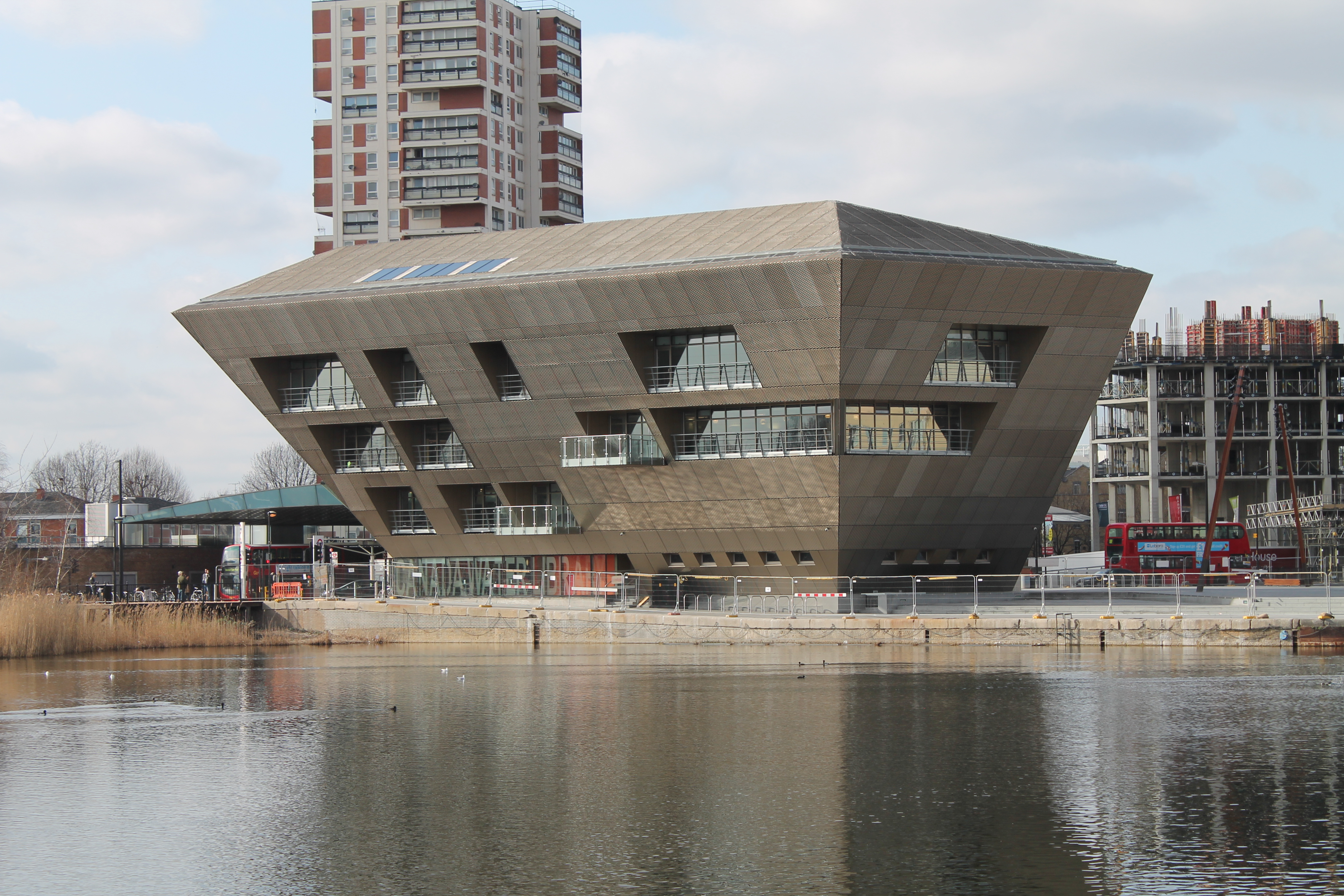
Biblioteka Canada Water Library
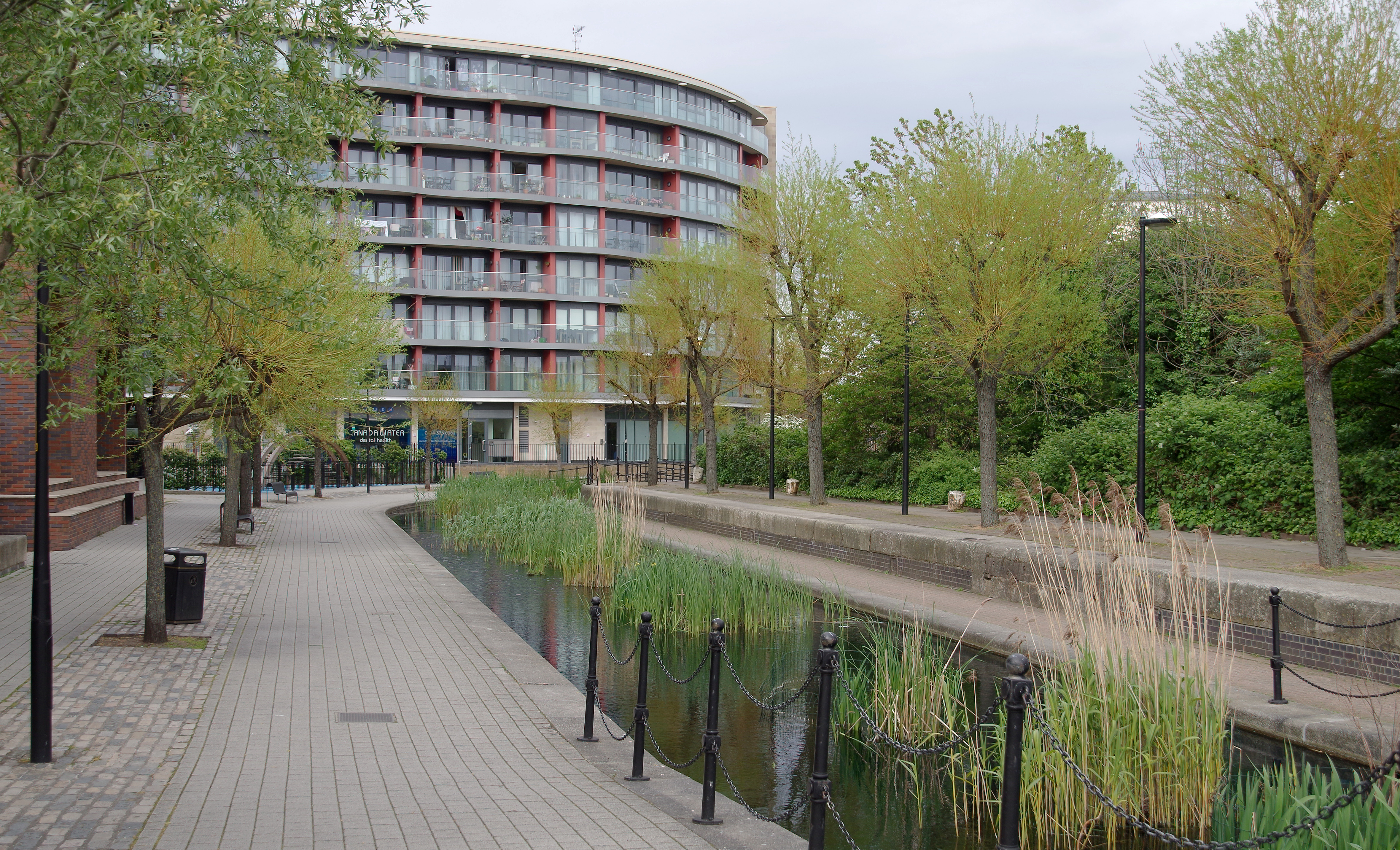
Albion Canal łączący basen z Tamizą